# 橋本善吉
橋本 善吉（はしもと ぜんきち、1881年〈明治14年〉 - 1943年〈昭和18年〉）は、朝鮮九龍浦に居住した日本人実業家。橋本善吉商店店主。

## 経歴
香川県大川郡小田村（のち志度町、現・さぬき市）出身。九龍浦に移住し、妹婿植村倉太郎と共同で鮮魚運搬業を経営する。所有船は海興丸、鷹丸、千代丸、平安丸で、九龍浦を根拠地に朝鮮・関東州方面を活動舞台にする。その他大敷・巾着網漁業、イワシ加工など手広く経営する。
有志と協力して小学校創設に努力して、これを実現する。1938年7月に朝鮮慶尚北道九龍浦公立尋常高等小学校増築費金1322円を寄付したため、1939年12月に褒状を下賜される。学校組合管理者に挙げられる。

## 人物
橋本善吉の2階建ての木造家屋は日本の敗戦後、個人の住宅として利用されていたものを、浦項市が買い入れて修理し、「九龍浦近代歴史館」として使用している。